# 政府间保护非物质文化遗产委员会
政府间保护非物质文化遗产委员会（英語：Intergovernmental Committee for the Safeguarding of the Intangible Cultural Heritage）是通过联合国教育、科学及文化组织2003年《保护非物质文化遗产公约》（下称“公约”）所成立的政府间国际机构，于2006年11月18至19日在阿尔及尔召开首届会议。 政府间保护非物质文化遗产委员会成员由24个公约缔约国代表所组成，任期四年。截止2017年7月，委员会已举行了11次会议。

## 委员会职责
根据《保护非物质文化遗产公约》第七条，委员会的主要职责有：促进“公约”目标的实现，并就各国政府保护非物质文化遗产的措施提出建议；审查各缔约国提交的“非物质遗产”申请，及时编辑、更新和公布人类非物质文化遗产代表作名录以及拟定此名录的标准；负责给予相关的国际援助等其他属于公约第七条所规定的的职能。

## 委员会成员的选举及任期
根据《保护非物质文化遗产公约》第六条，委员国根据符合公平的地理分配和轮换原则由公约缔约国大会选出，任期四年。每两年对半数委员国进行换届，每个国家不得连选连任两届，出现席位空缺时应当及时补选。

## 委员会议事规则
委员会讨论或处理相关事务时，需要根据《政府间保护非物质文化遗产委员会议事规则》展开。议事规则共十章49条，从成员身份、会议的届数、与会人员、会议议程、委员会主席团、与会成员的表决、会议事项讨论、委员会秘书处、工作语言和报告以及规则的修正等方面进行了详细的阐述。

## 历届委员会会议及成员
自2006年11月举办第一次会议以来，截止2020年12月，委员会共举办了15次会议，委员会成员也由18个增至24个。
| 会议           | 时间                   | 地点                 | 委员会成员国 | 会议议程及简报（英文版） |
| -------------- | ---------------------- | -------------------- | --- | ------------------------ |
| 第一次会议     | 2006年11月18-19日      | 阿尔及利亚阿尔及尔   | 阿尔及利亚、白俄罗斯、比利时、玻利维亚、巴西、保加利亚、中非、中国、爱沙尼亚、法国、加蓬、匈牙利、印度、日本、马里、墨西哥、尼日利亚、秘鲁、罗马尼亚、塞内加尔、叙利亚、土耳其、阿联酋、越南                     | （页面存档备份，存于）   |
| 第一次特别会议 | 2007年5月23-27日       | 中华人民共和国成都   | 阿尔及利亚、白俄罗斯、比利时、玻利维亚、巴西、保加利亚、中非、中国、爱沙尼亚、法国、加蓬、匈牙利、印度、日本、马里、墨西哥、尼日利亚、秘鲁、罗马尼亚、塞内加尔、叙利亚、土耳其、阿联酋、越南                     | （页面存档备份，存于）   |
| 第二次会议     | 2007年9月3-7日         | 日本东京             | 阿尔及利亚、白俄罗斯、比利时、玻利维亚、巴西、保加利亚、中非、中国、爱沙尼亚、法国、加蓬、匈牙利、印度、日本、马里、墨西哥、尼日利亚、秘鲁、罗马尼亚、塞内加尔、叙利亚、土耳其、阿联酋、越南                     | （页面存档备份，存于）   |
| 第二次特别会议 | 2008年2月18-22日       | 保加利亚索菲亚       | 阿尔及利亚、白俄罗斯、比利时、玻利维亚、巴西、保加利亚、中非、中国、爱沙尼亚、法国、加蓬、匈牙利、印度、日本、马里、墨西哥、尼日利亚、秘鲁、罗马尼亚、塞内加尔、叙利亚、土耳其、阿联酋、越南                     | （页面存档备份，存于）   |
| 第三次特别会议 | 2008年6月16-19日       | 法國巴黎             | 阿尔及利亚、白俄罗斯、比利时、玻利维亚、巴西、保加利亚、中非、中国、爱沙尼亚、法国、加蓬、匈牙利、印度、日本、马里、墨西哥、尼日利亚、秘鲁、罗马尼亚、塞内加尔、叙利亚、土耳其、阿联酋、越南                     | （页面存档备份，存于）   |
| 第三次会议     | 2008年11月4-8日        | 土耳其伊斯坦布尔     | 白俄罗斯、中非、克罗地亚、古巴、塞浦路斯、爱沙尼亚、加蓬、匈牙利、印度、意大利、约旦、肯尼亚、马里、墨西哥、尼日尔、阿曼、巴拉圭、秘鲁、韩国、土耳其、阿联酋、委内瑞拉、越南、津巴布韦                           | （页面存档备份，存于）   |
| 第四次会议     | 2009年9月28日-10月2日  | 阿联酋阿布扎比       | 白俄罗斯、中非、克罗地亚、古巴、塞浦路斯、爱沙尼亚、加蓬、匈牙利、印度、意大利、约旦、肯尼亚、马里、墨西哥、尼日尔、阿曼、巴拉圭、秘鲁、韩国、土耳其、阿联酋、委内瑞拉、越南、津巴布韦                           | （页面存档备份，存于）   |
| 第五次会议     | 2010年11月15-19日      | 内罗毕               | 阿尔巴尼亚、阿塞拜疆、布基纳法索、中国、克罗地亚、古巴、塞浦路斯、捷克、格林纳达、印尼、伊朗、意大利、日本、约旦、肯尼亚、马达加斯加、摩洛哥、尼加拉瓜、尼日尔、阿曼、巴拉圭、韩国、西班牙、委内瑞拉             | （页面存档备份，存于）   |
| 第六次会议     | 2011年11月22-29日      | 印度尼西亞巴厘岛     | 阿尔巴尼亚、阿塞拜疆、布基纳法索、中国、克罗地亚、古巴、塞浦路斯、捷克、格林纳达、印尼、伊朗、意大利、日本、约旦、肯尼亚、马达加斯加、摩洛哥、尼加拉瓜、尼日尔、阿曼、巴拉圭、韩国、西班牙、委内瑞拉             | （页面存档备份，存于）   |
| 第七次会议     | 2012年12月3-7日        | 法國巴黎             | 阿尔巴尼亚、阿塞拜疆、比利时、巴西、布基纳法索、中国、捷克、埃及、希腊、格林纳达、印尼、日本、吉尔吉斯、拉脱维亚、马达加斯加、摩洛哥、纳米比亚、尼加拉瓜、尼日利亚、秘鲁、西班牙、突尼斯、乌干达、乌拉圭         | （页面存档备份，存于）   |
| 第八次会议     | 2013年12月2-7日        | 巴库                 | 阿尔巴尼亚、阿塞拜疆、比利时、巴西、布基纳法索、中国、捷克、埃及、希腊、格林纳达、印尼、日本、吉尔吉斯、拉脱维亚、马达加斯加、摩洛哥、纳米比亚、尼加拉瓜、尼日利亚、秘鲁、西班牙、突尼斯、乌干达、乌拉圭         | （页面存档备份，存于）   |
| 第九次会议     | 2014年11月24-28日      | 法國巴黎             | 阿富汗、阿尔及利亚、比利时、巴西、保加利亚、刚果、科特迪瓦、埃及、埃塞俄比亚、希腊、匈牙利、印度、吉尔吉斯、拉脱维亚、蒙古、纳米比亚、尼日利亚、秘鲁、韩国、圣卢西亚、突尼斯、土耳其、乌干达、乌拉圭             | （页面存档备份，存于）   |
| 第十次会议     | 2015年11月30日-12月4日 | 纳米比亚温得和克     | 阿富汗、阿尔及利亚、比利时、巴西、保加利亚、刚果、科特迪瓦、埃及、埃塞俄比亚、希腊、匈牙利、印度、吉尔吉斯、拉脱维亚、蒙古、纳米比亚、尼日利亚、秘鲁、韩国、圣卢西亚、突尼斯、土耳其、乌干达、乌拉圭             | （页面存档备份，存于）   |
| 第十一次会议   | 2016年11月28-12月2日   | 衣索比亞亚的斯亚贝巴 | 阿富汗、阿尔及利亚、亚美尼亚、奥地利、保加利亚、哥伦比亚、刚果、科特迪瓦、古巴、塞浦路斯、埃塞俄比亚、危地马拉、匈牙利、印度、黎巴嫩、毛里求斯、蒙古、巴勒斯坦、菲律宾、韩国、圣卢西亚、塞内加尔、土耳其、赞比亚 | （页面存档备份，存于）   |
| 第十二次会议   | 2017年11月27日-12月1日 | 大韓民國济州岛       | 阿富汗、阿尔及利亚、亚美尼亚、奥地利、保加利亚、哥伦比亚、刚果、科特迪瓦、古巴、塞浦路斯、埃塞俄比亚、危地马拉、匈牙利、印度、黎巴嫩、毛里求斯、蒙古、巴勒斯坦、菲律宾、韩国、圣卢西亚、塞内加尔、土耳其、赞比亚 | （页面存档备份，存于）   |
| 第十三次会议   | 2018年11月26日-12月1日 | 模里西斯路易港       | 亚美尼亚、奥地利、阿塞拜疆、喀麦隆、中国、哥伦比亚、古巴、塞浦路斯、吉布提、危地马拉、牙买加、日本、哈萨克斯坦、科威特、黎巴嫩、毛里求斯、荷兰、巴勒斯坦、菲律宾、波兰、塞内加尔、斯里兰卡、多哥、赞比亚         | （页面存档备份，存于）   |
| 第十四次会议   | 2019年12月9-14日       | 哥伦比亚波哥大       | 亚美尼亚、奥地利、阿塞拜疆、喀麦隆、中国、哥伦比亚、古巴、塞浦路斯、吉布提、危地马拉、牙买加、日本、哈萨克斯坦、科威特、黎巴嫩、毛里求斯、荷兰、巴勒斯坦、菲律宾、波兰、塞内加尔、斯里兰卡、多哥、赞比亚         | （页面存档备份，存于）   |
| 第十五次会议   | 2020年12月14-18日      | 视频会议             | 阿塞拜疆、博茨瓦纳、巴西、喀麦隆、中国、科特迪瓦、捷克、吉布提、牙买加、日本、哈萨克斯坦、科威特、摩洛哥、荷兰、巴拿马、秘鲁、波兰、韩国、卢旺达、沙特阿拉伯、斯里兰卡、瑞典、瑞士、多哥                         | （页面存档备份，存于）   |